# Shinobi III: Return of the Ninja Master
Shinobi III: Return of the Ninja Master, conocido  en Japón como The Super Shinobi II (ザ・スーパー忍II Za Sūpā Shinobu II?), es un videojuego de la serie Shinobi de Sega, para la consola Mega Drive, que fue puesto a la venta en el año 1993. Es la secuela del juego The Revenge of Shinobi de 1989. El juego originalmente fue diseñado para ser lanzado en 1992, y sería muy diferente de la versión final del juego en términos de niveles y argumento. Muchos lo consideran como el mejor juego de toda la serie, gracias a sus gráficos rápidos de alta calidad y gran variedad de juego.

## Historia
Neo Zeed amenaza nuevamente al mundo. El malvado sindicato del crimen ha vuelto, esta vez dirigido por un hombre conocido como Shadow Master, un clon malvado de Joe.
Joe Musashi siente su presencia, y baja de las solitarias montañas de Japón para combatir nuevamente a su archienemigo. Él es el Shinobi, más fuerte que el acero y más rápido que el remolino, el último guardián de las técnicas Ninjitsu del clan Oboro. Sólo él puede detener a Neo Zeed.

## Desarrollo
Shinobi III originalmente fue lanzado en 1992. Varias revistas de juegos (como por ejemplo GamePro, Mean Machines y Computer & Video Games) mostraron vistas previas e incluso reseñas del juego, mostrando imágenes de niveles, enemigos, obras de arte y movimientos especiales que no se vieron en la versión final. Debido a que no estaba satisfecho con el resultado, Sega volvió a poner el juego en desarrollo para mejorarlo considerablemente y retrasó su lanzamiento hasta 1993. Cuando finalmente se lanzó Shinobi III, faltaban muchas de las funciones del juego que se veían antes. Se ha filtrado una versión beta de la versión original del juego y ahora está ampliamente disponible como una imagen ROM.

## Jugabilidad
Comparado a su predecesor The Revenge of Shinobi, la acción en Shinobi 3 es considerablemente más rápida, con menor énfasis en la dificultad. Además de la habilidad de correr de lado a lado (en vez de caminar), Joe viene equipado con un nuevo conjunto de movimientos y técnicas, incluyendo una patada voladora, la habilidad de escalar paredes saltando y también está acompañado por las técnicas del Ninjitsu, habilidades que se pueden considerar el punto fuerte de Joe y que sirven para derrotar jefes más rápido o enemigos en masa. Hay 4 habilidades en total: 
- Ikazuchi: al usar esta habilidad, Joe será protegido por un escudo eléctrico que lo volverá invencible de manera temporal.
- Karyu: al usar esta habilidad, Joe podrá manipular el magma que está debajo de la tierra y así matar o hacerle mucho daño a cualquier enemigo o jefe.
- Fushin: al usarlo, hace que Joe salte más alto e invocar unos clones de Joe que maten a cualquier enemigo que esté en el suelo.
- Mijin: al usarlo, hace que Joe se convierta en piedra y explote, matando a todos los enemigos en el área con el coste de sacrificar una vida. Es recomendable usarlo cuando tienes la vida baja y tienes vidas extra, ya que al contrario, te costará toda la partida.

## Niveles
Hay un total de 14 niveles divididos en 7 partes, los cuales en cada nivel hay que enfrentarse a un jefe.
- Round 1. Zeed's Resurrection: Joe se abre paso en un bosque con montañas tras enterarse del retorno de Neo Zeed y enfrentarse a un samurái grande. Dentro de las montañas, debe luchar contra varios enemigos hasta llegar a "Guard Lobster", un samurái de cuatro brazos mutado de las montañas.
- Round 2. Secret Entry: Joe corre a caballo por el prado mientras se enfrenta a los asesinos de Neo Zeed, que están descendiendo de cometas y enfrentándose a un asesino dorado llamado Kage el Jonin, que ataca con lanzas. Después de eso, Joe entra a una enorme instalación de alta tecnología en donde se enfrentará a "Masao", un robot levitante armado con armas.
- Round 3. Body Weapon: tras derrotar al robot, Joe descubre un laboratorio de armas biológicas en donde se atraviesa y se enfrenta a unos cerebros mutados para ir debajo del laboratorio en las alcantarillas y enfrentarse a un monstruo de Neo Zeed, Hydra.
- Round 4. Destruction: Joe descubre un gran río cerca de su casa, donde Neo Zeed ha destruido una fábrica de armas robóticas cerca del río. Joe va en una tabla de surf para ir a enfrentarse a los asesinos de Neo Zeed, montados en máquinas futuristas.
- Round 5. Electric Demon: Joe llega a una instalación de armas fuertemente custodiada por el bosque como si fuera un infierno y Joe va luchando contra los militares y derrota a otra de las máquinas vistas en el nivel 4. Luego de esto, Joe entra a las instalaciones y se enfrenta a Mechasaurus, un enorme robot que hace referencia al kaiju MechaGodzilla.
- Round 6. Traps: Joe desciende por un desfiladero hacia el fondo de un cañón, luchando por mantenerse con vida matando asesinos para después enfrentarse a un halcón humanoide místico, Karura. Tras la pelea, Joe descubre la guarida de Neo Zeed dentro de una pagoda cubierta de niebla, se adentra, luchando contra ninja asesinos, para enfrentarse al Kyakushishi (Ninja Master), el teniente de los Zeed que apareció en la segunda entrega del juego.
- Round 7. The Final Confrontation: Joe asciende hasta el cielo para ir a la enorme fortaleza aérea de Neo Zeed, superar diversas y mortales trampas, y enfrentarse finalmente al Shadow Master, el clon malvado de Joe. Al derrotarlo, al final se muestra a Joe en una montaña, apreciando el paisaje.

## Recepción
Shinobi III: Return of the Ninja Master recibió elogios de la crítica. La revista MegaTech elogió los nuevos ataques y movimientos del juego, pero criticó que "no era tan difícil como The Revenge of Shinobi". Mega dijo que "más allá de los engañosos jefes, esto es demasiado fácil". La revisión de un Imagine Games Network de Levi Buchanan lo calificó como "un genio legítimo de Génesis, uno de los mejores juegos de acción para la consola de 16 bits de antaño", incluso si la versión para iPhone se consideraba simplemente "aceptable".
Complex lo calificó como el tercer mejor juego en Sega Génesis, afirmando: "¿El único inconveniente? ¡El último nivel fue increíblemente imposible!" ScrewAttack lo clasificó sexto en su lista principal de juegos de Génesis y Retro Gamer lo incluyó entre sus diez mejores juegos de Mega Drive.